# Hancock Bryggerierne
Hancock Bryggerierne er et regionalt bryggeri i Skive grundlagt i 1876 beliggende på Humlevej. Bryggeriet sælger mest sine produkter i lokalområdet, men en del ølprodukter og sodavand sælges også i andre dele af Danmark. Bryggeriet er kendt for sine meget stærke julebryg og påskebryg samt sine 70 cl-flasker. I det forrige århundrede opkøbte Hancock flere lokale hvidtølsbryggerier, der af flertalsnavnet af bryggeri, selv om Hancock kun har ét bryggeri. Bryggeriet bruger udelukkende én slags humle, saaz-humle, i ølbrygningen.

## Øl
- Black Lager (5% alc. vol.) Let mørk lagerøl brygget siden 2003.
- Hancock Beer (6,3%) Stærk guldøl, kendt for sin 70 cl. flaskestørrelse.
- Hvidtøl No. 1 (1,8%) Sød mørk hvidtøl. Et af bryggeriets ældste produkter.
- Høker Bajer (5%) Standard øl fra bryggeriet.
- Julebryg (10,5%) Danmarks stærkeste julebryg.
- Julehvidtøl (1,8%) Meget sød mørk hvidtøl.
- Lys Hancock (2,6%) Lys pilsner. Udgået af produktion i begyndelsen af 2008.
- Merry Christmas (6,6%) Julebryg.
- Old Gambrinus Dark (9,5%) En mørk let sød meget stærk bock øl. En af bryggeriets mest kendte ølprodukter.
- Old Gambrinus Light (9,6%) En af bryggeriets mest kendte ølprodukter.
- Påske Beer (6,5%)
- Påskebryg (10,5%) Danmarks stærkeste påskebryg.
- Saaz Brew (8,1%) Stærk lettere mørk øl. Kom på markedet i 2008.

## Sodavand
- Cola
- Tonic Water
- Citron
- Ananas
- Sport
- Grape
- Appelsin
- Hindbær
- Sport Cola
- Sport Cola Light